# Rackwitz
Rackwitz é um município da Alemanha, situado no distrito da Saxônia do Norte, no estado da Saxônia. Tem 39,92 km² de área, e sua população em 2019 foi estimada em 5.135 habitantes.